# Inspecteur Porei
Inspecteur Porei, voluit Hercule Porei, is een nevenpersonage in de stripreeks F.C. De Kampioenen. Hij maakt zijn eerste verschijning in album 9 en is sindsdien een terugkerend personage. Porei is de hoofdinspecteur van de Lokale Politie en wordt vaak betrokken bij de avonturen van de Kampioenen, waarbij hij zowel orde probeert te handhaven als zelf in komische situaties verzeild raakt.
Naast zijn rol in de hoofdreeks verschijnt Inspecteur Porei ook regelmatig in de spin-off Vertongen & Co, waarin hij samen met andere personages zoals Oma Boma bijdraagt aan de humoristische verhaallijnen.
De naam "Hercule Porei" is een knipoog naar de beroemde Belgische detective Hercule Poirot, wat past bij zijn rol als speurder in de stripreeks.